# KGB Archiver
KGB Archiver es un programa libre de compresión de ficheros creado por Tomasz Pawlak.

## Características
- Permite manejar ficheros zip, además de su propio formato, kgb.
- Alta compresión.
- Cifrado AES-256.
- Posibilidad de crear archivos autoextraibles.

KGB Archiver es una herramienta para comprimir y descomprimir ficheros con tasas de compresión muy altas. Supera ampliamente a otras utilidades similares, como 7zip o UHarc.
La contrapartida a las grandes tasas de compresión que consigue, es que necesita mucho más tiempo y memoria RAM para comprimir los ficheros. El autor recomienda como mínimo un procesador con 1,5 GHz de frecuencia de reloj y 256 MB de RAM.
Una de las ventajas de KGB Archiver es su algoritmo de compresión, PAQ7 (lanzado en diciembre de 2005, habiendo versiones posteriores como PAQ8, que podrían ser usadas en el futuro). Este algoritmo ha logrado el premio Hutter, premio que recompensa los desarrollos en compresión de datos sin pérdida. También usa AES-256 para cifrar archivos. Este es uno de los algoritmos de cifrado más poderosos que se conocen.
Dispone de varios métodos de compresión en función de la RAM usada para comprimir, entre los que destacan: normal, medio, máximo y extremo. Este último llega a necesitar 30000 MB de RAM, una cantidad de la que pocos ordenadores actuales disponen, además de necesitar muchísimas horas para estos últimos métodos. Permite comprimir archivos usando la técnica de archivo sólido, que permite comprimir varios ficheros aplicando la compresión como si fueran uno solo.
Este programa es compatible con Windows Vista, y se está trabajando en versiones para Linux y Mac OS X, teniendo estos últimos una versión de consola en la versión 1.0 beta 4. En su versión 2, aunque en su fase Beta, se ha conseguido acelerar un 8% el tiempo de compresión. En la página oficial podemos encontrar más características acerca del programa.
En su versión 1 se han incluido 9 idiomas: Alemán, Inglés, Español, Estonio, Francés, Italiano, Holandés, Portugués, Rumano y Sueco. En la versión 2 solamente se incorpora como idioma el Inglés, aunque hay un parche que lo amplía con 9 idiomas más.